# Steady as She Goes
Steady as She Goes je sedmé studiové album americké blues rockové skupiny Hot Tuna, vydané v roce 2011 u Red House Records. Jedná se o první studiové album od roku 1990, kdy skupina vydala album Pair a Dice Found. Album produkoval Larry Campbell.

## Seznam skladeb
| Pořadí | Název                       | Hudba              | Text               | Délka |
| ------ | --------------------------- | ------------------ | ------------------ | ----- |
| 1.     | Angel of Darkness           | Campbell           | Campbell, Kaukonen | 4:43  |
| 2.     | Children of Zion            | Davis              | Davis              | 4:50  |
| 3.     | Second Chances              | Kaukonen           | Kaukonen           | 4:21  |
| 4.     | Goodbye to the Blues        | Wilborn            | Wilborn            | 4:32  |
| 5.     | A Little Faster             | Hurlbut            | Hurlbut            | 4:55  |
| 6.     | Mourning Interrupted        | Kaukonen           | Kaukonen           | 5:06  |
| 7.     | Easy Now Revisited          | Kaukonen, Campbell | Kaukonen           | 3:41  |
| 8.     | Smokerise Journey           | Casady, Campbell   | Kaukonen           | 4:28  |
| 9.     | Things That Might Have Been | Kaukonen           | Kaukonen           | 4:15  |
| 10.    | Mama Let Me Lay It On You   | Davis              | Davis              | 4:46  |
| 11.    | If This Is Love             | Markham            | Mark Markham       | 5:01  |
| 12.    | Vicksburg Stomp             | McCoy              | instrumentální     | 3:44  |

## Sestava

### Hot Tuna
- Jorma Kaukonen – zpěv, akustická kytara, elektrická kytara
- Jack Casady – basová kytara
- Barry Mitterhoff – akustická mandolína, elektrická mandolína
- Skoota Warner – bicí

### Další
- Larry Campbell – akustická kytara, elektrická kytara, pedálová steel kytara, housle, varhany, zpěv, producent
- Teresa Williams – zpěv
- Justin Guip – zvukový inženýr
- David Glasser – mastering
- Kevin Morgan – obal alba